# Авиационная промышленность Польши
Авиастроение в Польше — одна из важнейших отраслей машиностроения страны, включающая разработку, производство и обслуживание воздушных судов, их компонентов и оборудования. Польская авиационная промышленность имеет давнюю историю, а в последние десятилетия она развивается благодаря интеграции в европейские и мировые авиационные проекты.

## История

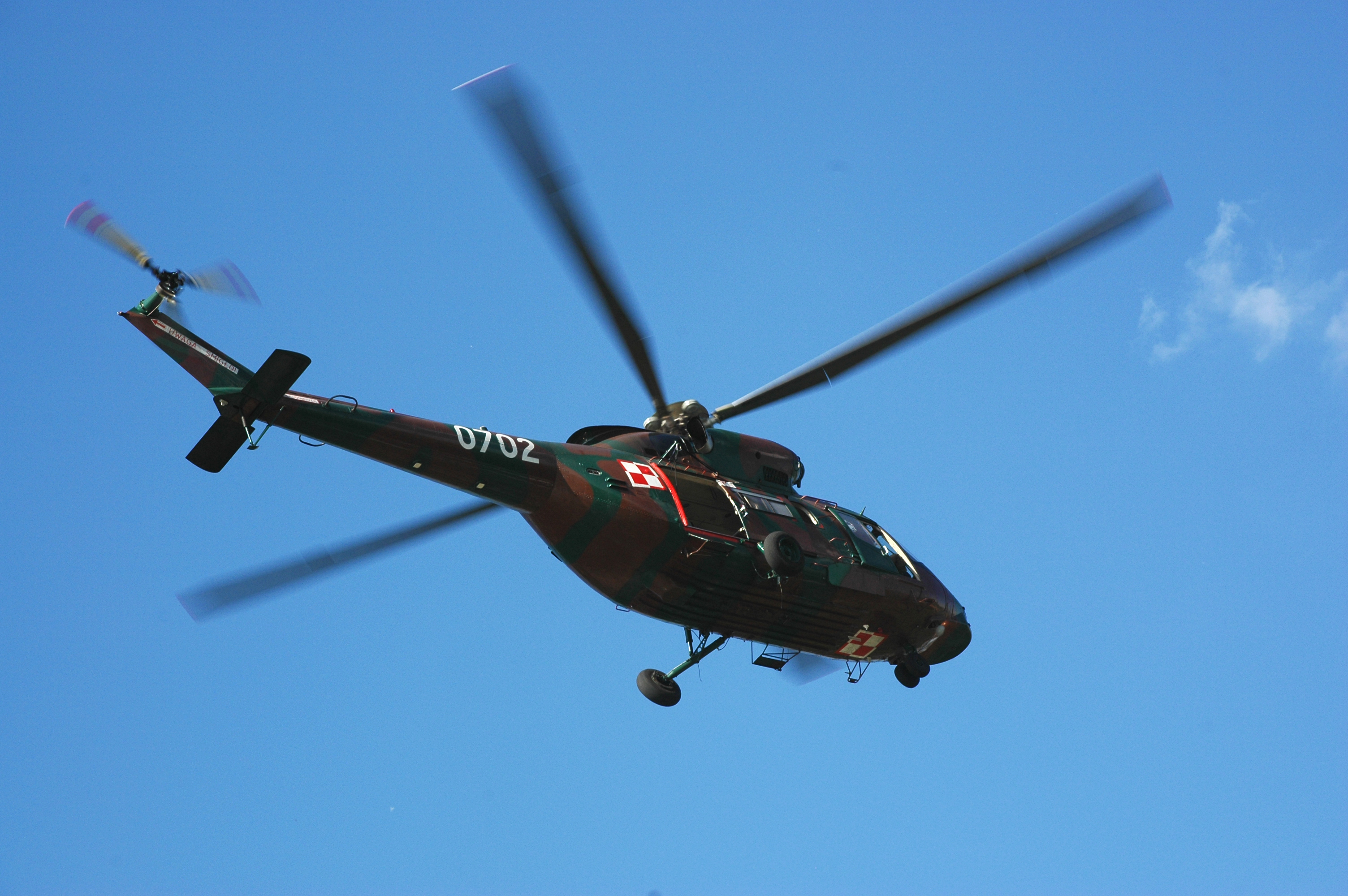
Вертолёт PZL W-3 Sokół

### Межвоенный период
После обретения независимости в 1918 году Польша начала активно развивать собственную авиационную промышленность. Первоначально страна импортировала большую часть своих самолётов, но уже в 1920-е годы начались разработки и производство собственных моделей. В этот период были основаны такие компании, как:
- PZL (Państwowe Zakłady Lotnicze) — крупнейший производитель авиационной техники в Польше в межвоенные годы.
- LWS (Lubelska Wytwórnia Samolotów) — занималась производством самолётов и планеров.

Первым успехом стал выпуск истребителей PZL P.11, которые приняли участие в обороне Польши в начале Второй мировой войны.

### Период после Второй мировой войны
После Второй мировой войны Польша оказалась под влиянием СССР, что существенно изменило направление развития авиационной промышленности. Производство было переориентировано на военные самолёты по советским лицензиям. В этот период польские заводы начали выпуск таких моделей, как:
- МиГ-15;
- МиГ-17;
- Ан-2.

Также развивались и гражданские направления, включая разработку планеров и лёгких самолётов.

### Современный этап
После 1989 года и падения коммунистического режима польская авиационная промышленность начала переход к рыночной экономике. Страна вступила в международные кооперационные проекты, активно привлекая инвестиции. Польские предприятия стали поставщиками комплектующих для таких глобальных гигантов, как Airbus, Boeing, и Embraer.
Ключевыми игроками на современном этапе являются:
- PZL Mielec — производитель вертолётов и лёгких самолётов. В 2007 году был приобретён американской компанией Sikorsky Aircraft.
- PZL Świdnik — производит вертолёты, с 2010 года принадлежит итальянской компании Leonardo.
- Aero AT — частная компания, специализирующаяся на производстве учебных самолётов.

## Продукция
Польская авиационная промышленность в настоящее время выпускает как военную, так и гражданскую продукцию. Среди ключевых направлений:
- Производство вертолётов (например, вертолёты PZL W-3 Sokół).
- Выпуск лёгких учебных и спортивных самолётов (Aero AT-3).
- Производство компонентов для крупных авиационных компаний (в том числе для Airbus и Boeing).
- Разработка беспилотных летательных аппаратов.

## Научно-исследовательская база
Важной составляющей польской авиационной отрасли являются научно-исследовательские центры и университеты, занимающиеся разработкой новых технологий. Среди них:
- Институт авиации (Instytut Lotnictwa) в Варшаве — один из ведущих научно-исследовательских центров Польши.
- Политехнический университет Варшавы — здесь активно ведутся исследования в области аэродинамики, проектирования и эксплуатации воздушных судов.

## Международное сотрудничество
Польская авиационная промышленность активно интегрируется в международные проекты. Важную роль в этом играет членство Польши в Европейском Союзе и НАТО.
Польские компании участвуют в производстве комплектующих для таких самолётов, как Airbus A320 и Boeing 787 Dreamliner. Также польские инженеры и научные центры принимают участие в разработке и исследовании новых технологий в авиации, таких как системы управления и авиационные материалы.